# La Maddalena (eiland)

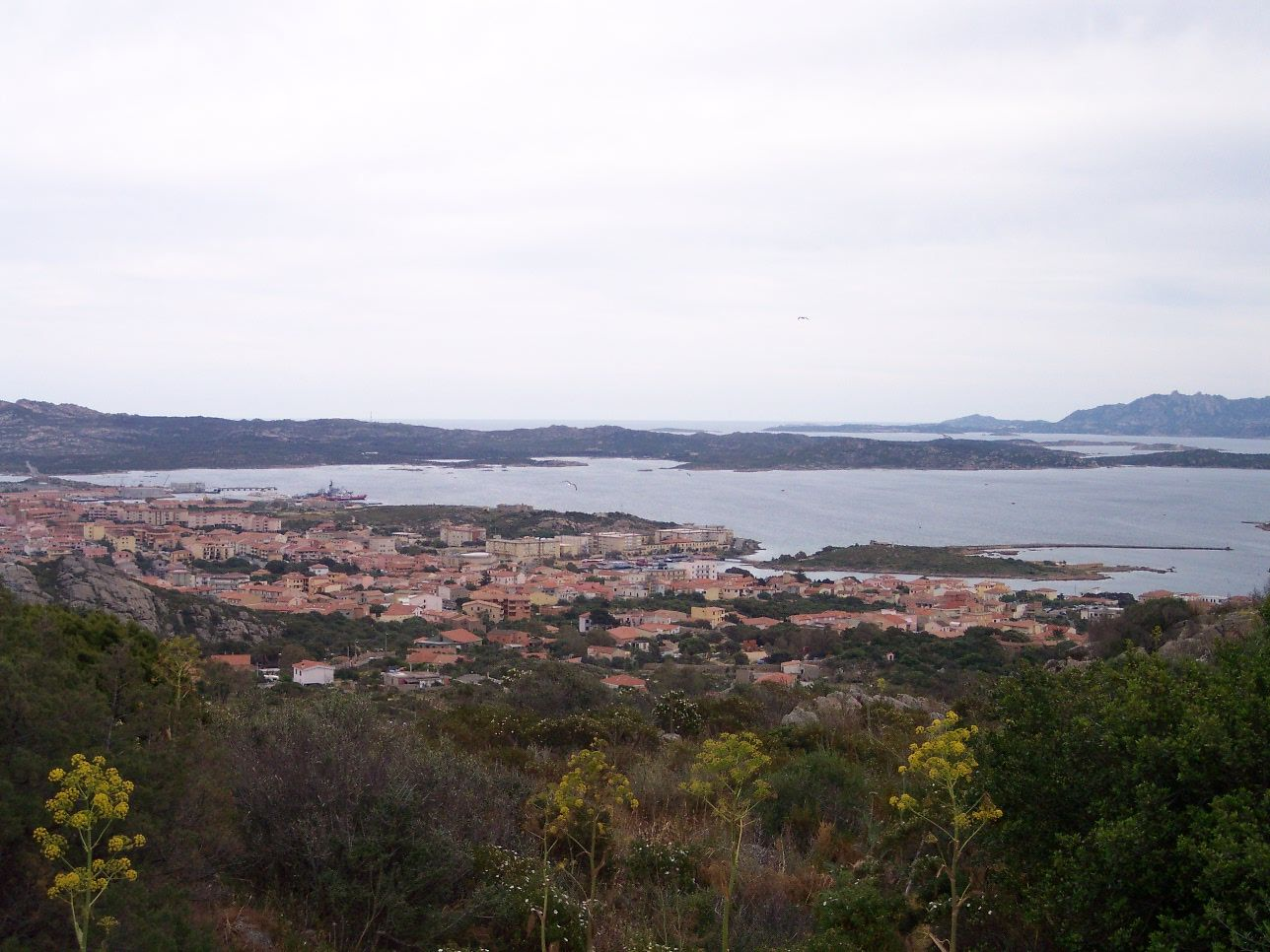
Blik over de stad La Maddalena op het gelijknamige eiland

La Maddalena (ook: Isola Maddalena, Galluresisch: A Madalena) is het hoofdeiland van de La Maddalena-archipel voor de kust van het Italiaanse eiland Sardinië. Aan de zuidkust van het eiland ligt de stad La Maddalena, het centrum van de gelijknamige gemeente. Sinds 1994 maakt het deel uit van Nationaal park La Maddalena-archipel.
Het min of meer driehoekvormige eiland meet zes bij 7,5 kilometer en heeft een oppervlakte van bijna twintig vierkante kilometer. Het hoogste punt van het eiland bevindt zich op 156 meter boven de zeespiegel.
La Maddalena is via een veerdienst bereikbaar vanuit Palau. Het eiland is via een 600 meter lange dam verbonden met Caprera. Ook Giardinelli is met een weg verbonden met La Maddalena. La Maddalena is het dichtstbevolkte eiland van de archipel, mede omdat het eiland het meest toegankelijk was. De bodem van het eiland bestaat grotendeels uit graniet, dat gewassenteelt enkel in het midden en het zuiden van het eiland mogelijk maakt. Minimale regenval bemoeilijkt verdere landbouw op het eiland.
De zuidkust wordt grotendeels ingenomen door de stad La Maddalena. Ongeveer vijfhonderd meter uit de kust ligt het eiland Santo Stefano. Dichter bij de kust ligt het kleine rotseiland Chiesa.